# Arròs de València

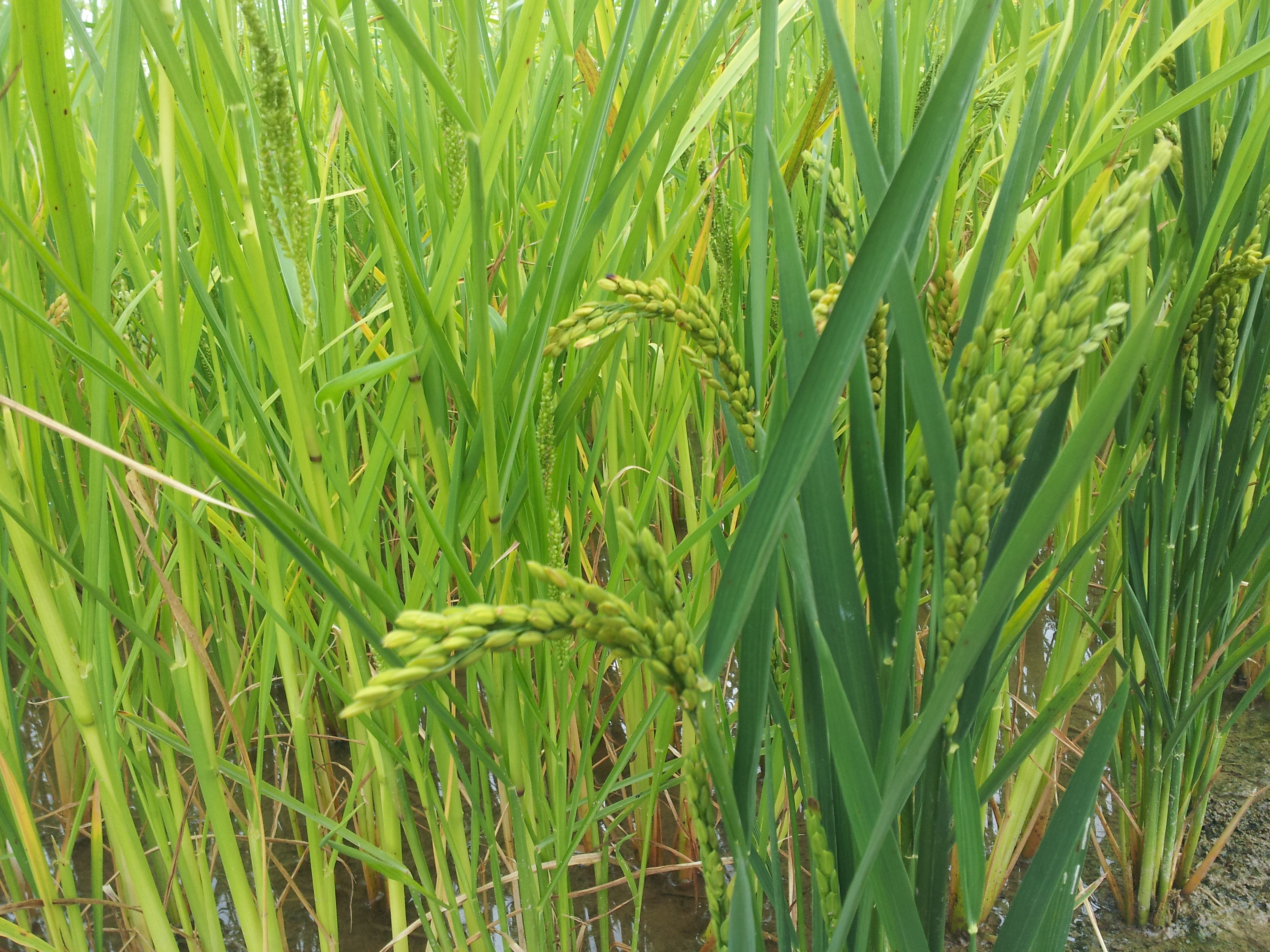
Arròs Bomba a Sollana.

Arròs de València és una denominació d'origen protegida (DOP), aprovada l'any 2000, que protegeix l'arròs cultivat a les zones humides naturals del País Valencià. Estan protegits tant l'arròs blanc com l'integral de les varietats Sénia, Badia, Bomba, J. Sendra, Montsianell, Gleva, Sarcet i Albufera. La zona geogràfica de cultiu comprèn municipis principalment situats a les àrees d'influència del Parc Natural de l'Albufera de València, el Parc Natural de la Marjal de Pego-Oliva i la Marjal i Estany d'Almenara.

## Zona geogràfica
L'arròs de València es produeix als següents municipis:
- Municipis a l'àrea d'influència del Parc Natural de l'Albufera de València: Albal, Albalat de la Ribera, Alfafar, Algemesí, Beniparrell, Catarroja, Cullera, Massanassa, Sedaví, Silla, Sollana, Sueca i València.
- Municipi a l'àrea d'influència del Parc Natural de la Marjal de Pego-Oliva: Pego.
- Municipis a l'àrea d'influència de la Marjal i Estany d'Almenara: Almenara, Castelló de la Plana.
- Altres municipis: Alginet, Almàssera, Almussafes, L'Alqueria de la Comtessa, L'Alcúdia, Alzira, Benifaió, Corbera, Favara, Fortaleny, Llaurí, Massamagrell, Oliva, La Pobla de Farnals, Polinyà de Xúquer, Puçol, Rafelbunyol, Riola, Sagunt i Tavernes de la Valldigna.